# Rafael Santisteban
Rafael Santisteban (Badajoz 1913 - Sevilla, enero de 1999) fue un periodista español del siglo XX que trabajó principalmente en el medio radiofónico, primero como locutor de Radio Extremadura Badajoz y desde 1942 en Radio Sevilla de la Cadena SER donde alcanzó enorme popularidad. En esta emisora fue director de varios programas de gran éxito, entre ellos Conozca usted a sus vecinos y Hacia la fama, dedicados a la promoción de artistas noveles, estos programas se emitieron desde principios de los años 50 hasta 1963 y en ellos se dieron a conocer numerosos artistas, entre ellos Conchita Bautista, la bailaora Cristina Hoyos y la cantante Gracia Montes. Otro de los concursos que dirigió fue Lo toma o lo deja. Como escritor, redactó sus memorias, tituladas Aquí Radio Sevilla, donde relata sus inicios en la radio, cuando el locutor realizaba diferentes actividades en la emisora, desde técnico de sonido a la colocación de los discos de pizarra, pasando por el diseño del programa y el contacto directo con los artistas musicales para conseguir entrevistas.